# 托雷·安德烈·費奧
托雷·安德列·費奧（Tore André Flo，1973年6月15日—）出生在史昆（Stryn），是一名挪威職業足球員，於2008年3月宣佈退役後，在年終復出加盟米尔顿凯恩斯。費奧的哥哥祖斯汀·費奧、渣路·費奧和表弟卡活·費奧都是足球員，但前兩者均已退役。

## 生平

### 早期
費奧的足球生涯開始於挪威業餘球隊史昆。1993年，費奧轉投桑恩達足球會，與其弟祖斯汀·費奧和渣路·費奧同一隊。1994年，索蘭堡從挪超降班，費奧因此轉投特林素。

### 特林素
在特林素，費奧開始步向成功，1995年，費奧以18個進球成為隊內最佳射手，優異的表現使費奧成為挪威中的一員，在同年10月對英格蘭的比賽中亮相。

### 白蘭恩
在特林素1年後，費奧又轉會到白蘭恩，在那裡費奧的表現依然出色，共打進28個進球，並逐漸成長成為挪威的頂級射手和國家隊的常客，在友誼賽4：2擊敗巴西後，球迷們給他取了個外號「費拿度」（Flonaldo）。

### 車路士
1997年的上半段，費奧的表現並不理想，因為費奧當時滿腦子想著去車路士的事。同年夏天，車路士僅向白蘭恩支付了30萬英鎊便獲得費奧加盟，由於費奧可於年底約滿運用博斯曼法案取得自由身。這樁轉會激怒了白蘭恩的球迷，他們認為30萬的轉會費和球員真實的身價相差甚遠。
當時，愛華頓的主教練萊爾曾為費奧出價300萬英鎊，但該收購方案隨後卻被董事會取消，白蘭恩的領導層指稱與費奧有君子協定，費奧不可運用博斯曼球員的身份自由轉會。
車路士的輪換制使費奧不能常常上場，然而為車路士進的50個球足以使他在英格蘭乃至整個歐洲都名聲鵲起，費奧一系列精采的表現這包括在1999-00賽季冠軍杯半準決賽中對巴塞羅拿的兩個進球和在英超4-3擊敗布力般流浪的比賽中梅開二度，而這場比賽亦被英超組委會評選為十年最佳比賽之一。
費奧於車路士的首場亮相是車路士迎戰高雲地利的賽事。費奧於首季為車路士射入15球，車路士亦以第4名完成賽季，並助球隊贏得聯賽盃及欧洲优胜者杯。
1999/00年球季，費奧以19球成為車路士首席射手，但在00/01年球季，車路士簽入哈塞尔巴因克和古德约翰森，大大影響費奧上陣次數，然以亦不時替補上陣，在車路士，費奧共上陣163次（69次為後備入替）及攻入50球。

### 格拉斯哥浪
2000年，費奧以創記錄的1,200萬鎊身價轉會到蘇超球隊格拉斯哥流浪，成為挪威和蘇超身價最高的球員。在轉會後的第一場比賽即幫助球隊5-1橫掃死敵些路迪，但隨後的表現卻令人失望。

### 新特蘭
2002年，費奧又重返英格蘭加盟新特蘭，在那裡的第一場比賽即以一個進球幫助球隊1-1逼平曼聯。但費奧在新特蘭只效力了一個賽季，在球隊降落英甲後又再轉會。

### 錫耶納
2003年，費奧轉投意甲的錫耶納，費奧再那效力了兩個賽季並取得不錯的成績，但因費奧的妻子和孩子很難適應南歐的生活環境，04年決定離開意大利，計畫返回英國的他曾經和昆士柏流浪走的很近，但最後還是覺得應重返挪威。

### 華拉倫加
2005年7月，費奧轉會至華拉倫加，並效力到2006年賽季結束，在客場作戰白蘭恩時，費奧不停地收到球迷的噓聲，因為白蘭恩的球迷把他視作球隊的叛徒。

### 列斯聯
2007年1月，費奧受到前車路士隊友丹尼斯·韋斯的邀請前去列斯聯效力，並在為新東家披掛的第二場比賽即取得進球。可惜隨後卻因腿骨骨裂要休息8周。在球隊降落英甲後，費奧仍留效列斯聯。2008年3月11日，費奧透過列斯聯官方網站宣佈退役的消息。

### 米爾頓凱恩斯
2008年11月21日復出加盟由車路士舊隊友羅伯托·迪馬堤奧帶領的米尔顿凯恩斯，簽約到季尾。期間13場上陣，只有兩場擔任正選，未有入球。米爾頓凱恩斯獲得聯賽第3位參加升級附加賽，準決賽次回合作客0-0賽和，兩回合累計1-1，由於沒有作客入球優惠，需要加時，迪馬堤奧於加時上半場調入費奧希望憑他的經驗壓場，最終再沒有增添紀錄，需要互射十二碼定勝負，費奧射失第九輪而負6-7，季後被棄用。

## 國家隊
費奧一共為挪威上陣76次，費奧首次的國際賽登場是0-0戰和英格蘭 。費奧射入23球，成為挪威史上第4多入球的球員。其後，挪威於友誼賽以4-2擊敗巴西，費奧的出色表現令到費奧得到一個別名「費拿度」（Flonaldo）是取自著名巴西前鋒朗拿度的諧音。
費奧於98世界盃再次帶領挪威以2-1擊敗巴西。費奧於2004年因家庭問題，正式宣佈退出國家隊。

## 外部連結
- 足球数据库：托雷·安德烈·費奧的球员统计数据